# گروه گولتس-تورنی
گروه گولتس-تورنی (انگلیسی: Golets-Torny Group) یک گروه کوه آتشفشانی در جزایر کوریل کشور روسیه است.